# اسکات لول
اسکات لُوِل (انگلیسی: Scott Lowell؛ زاده ۲۲ فوریهٔ ۱۹۶۵) هنرپیشه آمریکایی است. او بیشتر برای بازی در نقش «تد اشمیت» در مجموعه تلویزیونی به‌عجیبی مردم شناخته می‌شود.